# Warszawskie Towarzystwo Pszczelniczo-Ogrodnicze

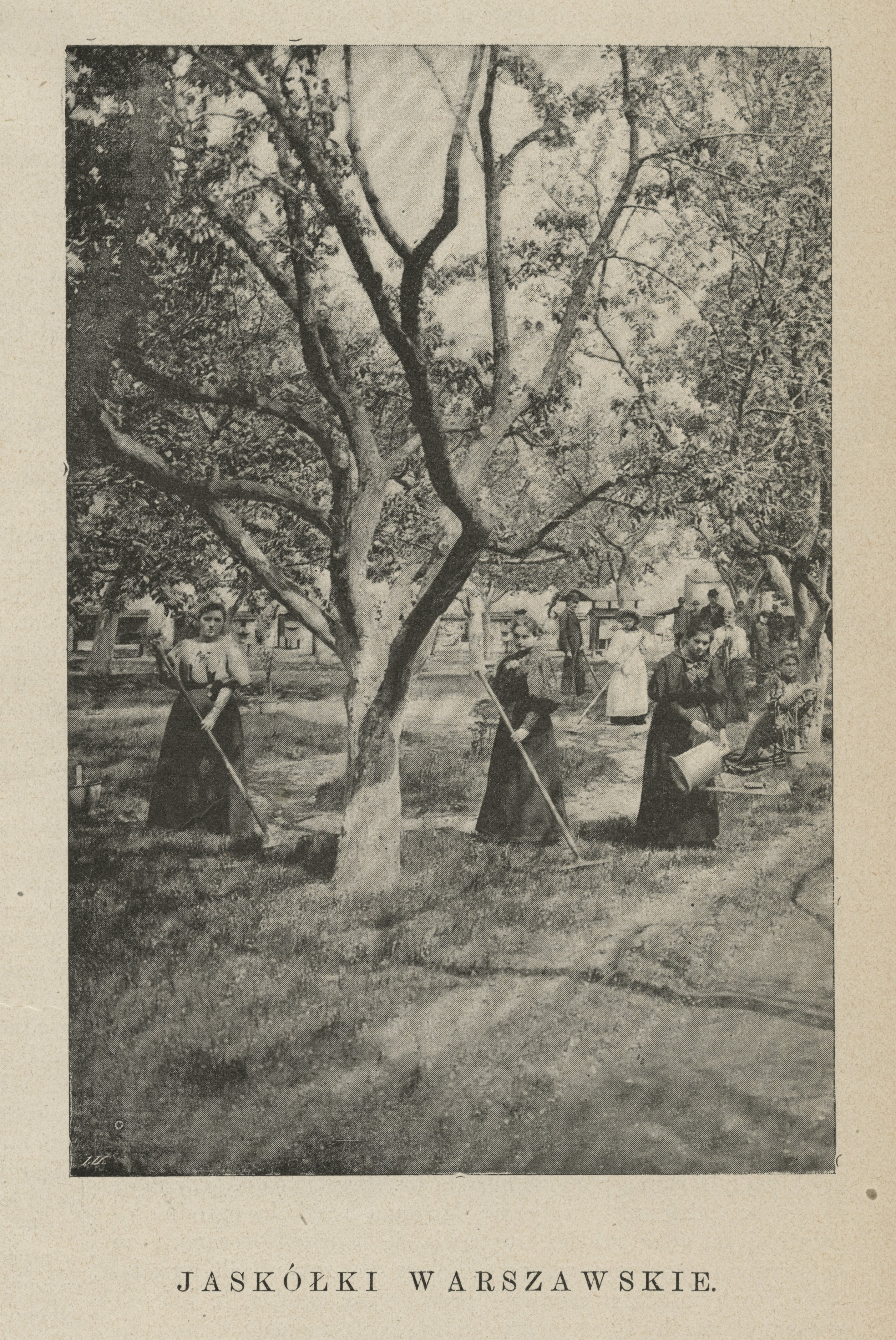
Szkoła ogrodnicza dla kobiet przy ul. Wiejskiej, zdjęcie z czasopisma Biesiada Literacka 1897 nr 20 s. 325

Warszawskie Towarzystwo Pszczelniczo-Ogrodnicze − towarzystwo założone w 1886 roku. Prowadziło działalność na przełomie XIX i XX w., miało siedzibę przy ul. Wiejskiej 12 w Warszawie.
Wydawało pismo fachowe Pszczelarz i ogrodnik. Prowadziło kursy zawodowe, które zaczęły się odbywać od 1892 r., a w roku 1898 Towarzystwo rozpoczęło starania u władz cesarskich w kierunku uruchomienia dłuższych kursów o charakterze praktycznym.
Wystąpiło z inicjatywą oświaty zawodowej dla chłopów, zakładając na północny wschód od Podkowy Leśnej, przy szosie łączącej Brwinów z Otrębusami pierwszą w zaborze rosyjskim szkołę rolniczą — Pszczelin.
Sekretarzem Towarzystwa był Maksymilian Malinowski.